# Rääkkylä
Rääkkylä (en idioma sueco Bräkylä) es un municipio de Finlandia ubicado en la región de Carelia Septentrional.
En 2022, el municipio tenía una población de 1959 habitantes, de los que unos quinientos vivían en la capital municipal, Rääkkylän kirkonkylä.

## Historia
Rääkkylä fue fundada en el año 1874. Desde el siglo XVII había una parroquia en la que unieron las tierras de dos pueblos: Kitee y Liperi. En el siglo XVIII llegó a alcanzar una población de casi 8000 habitantes, disminuyendo por despoblación hasta la cifra actual de 2900 habitantes.

## Economía
La Economía de Rääkkylä sigue orientada hacia la agricultura y la silvicultura. De todas maneras hay cerca de 160 empresas, pequeña industria y servicios. Rääkkylä tiene su propio banco cooperativa, Rääkkylän Osuuspankki; una escuela pública, guardería, ambulatorio, dos bibliotecas y una residencia de ancianos.

## Cultura
El festival folclórico Kihaus es un famoso festival internacional anual que se celebra en julio.
El grupo música folk finlandesa Värttinä se formó en Rääkkylä, en el pueblo de Rasivaara, a principios de 1983.

## Naturaleza
Rääkkylä está situada en la región de los lagos de Finlandia. Destacan los grandes lagos como el Pyhäselkä. Gran parte de la geografía de Rääkkylä está formada por islas. La actual geografía de Rääkkylä se formó durante la última edad de hielo, aproximadamente hace 10 000 años. Tiene extensos bosques de pinos, abetos y abedules.